# Сыч, Алексей Николаевич
Алексе́й Никола́евич Сыч (укр. Олексій Миколайович Сич; род. 1 апреля 2001, Заря, Ровненская область) — украинский футболист, защитник львовских «Карпат» и сборной Украины.

## Карьера

### «Карпаты» Львов
Воспитанник львовского клуба «Карпаты». Когда перевёлся в команду до 19 лет получил серьезную травму, из-за которой пропустил полтора года игровой практики. В 2020 году сначала перешёл во вторую команду, а вскоре оказался и в основной команде. Дебютировал за клуб 14 марта 2022 года в матче против «Львова», выйдя в стартовом составе и отыграв на поле 70 минут. Провёл за клуб всего 2 матча в украинской Премьер-Лиге и затем покинул клуб.

### «Рух» Львов
В октябре 2020 года стал игроком львовского «Руха», однако сразу де отправился выступать на правах аренды в галичские «Карпаты». Дебютировал за клуб 9 октября 2020 года против клуба «Оболонь-2». Провёл за клуб 6 матчей и в декабре 2020 года покинул клуб. В январе 2021 года был официально представлен в львовском клубе, подписав пятилетний контракт. За клуб футболист дебютировал 8 марта 2021 года в матче против черниговской «Десны». 

#### Аренда в «Кортрейк»
В сентябре 2022 года отправился в годовую аренду в бельгийский клуб «Кортрейк». Дебютировал за клуб 18 сентября 2022 года в матче против «Андерлехта», выйдя в стартовом составе и отыграв 77 минут на поле. Первым результативным действием отличился 10 ноября 2022 года в матче Кубка Бельгии против клуба РВДМ47, отдав голевую передачу. Дебютный гол за клуб забил 8 января 2023 года в матче против клуба «Ауд-Хеверле Лёвен». В конце января 2023 года футболист получил травму медиальной коллатеральной связки, по оценке врачей выбыв из состава клуба на месяц. По итогу сезона футболист закончил чемпионат на итоговом четырнадцатом месте, также отличившись забитым голом и 2 результативными передачами во всех турнирах.

#### Возвращение в «Рух»
В июне 2023 года футболист вернулся в львовский «Рух», так как бельгийский клуб решил не активировать опцию выкупа. В июле 2023 года футболист начал готовиться к сезону с украинским клубом. Первый матч в новом сезоне футболист сыграл 29 июля 2023 года против луганской «Зари», выйдя на поле в стартовом составе. Дебютный гол за клуб футболист забил 2 марта 2024 года в матче против ковалёвского «Колоса».

## Международная карьера
В марте 2021 года стал выступать в молодёжной сборной Украины. Дебютировал за сборную 24 марта 2021 года в матче против Болгарии. Первым результативным действием за сборную отличился 29 марта 2021 года в матче против Словакии. В сентябре 2021 года футболист вместе со сборной отправился на квалификационные матчи молодёжного чемпионата Европы. По итогу группового этапа занял второе место и отправился в раунд плей-офф за место в основном этапе. В сентябре 2022 года по сумме матчей выиграл сборную Словакии и отправился на молодёжный чемпионат Европы.
В июне 2023 года футболист отправился на молодёжный чемпионат Европы. Первый матч на турнире сыграл 21 июня 2023 года против сборной Хорватии. Вместе со сборной досрочно вышел в стадию плей-офф, выиграв первые 2 матча на групповом этапе. В четвертьфинальном матче 2 июля 2023 года победили сборную Франции и вышли в полуфинал чемпионата. В полуфинальном матче 5 июля 2023 года футболист вместе со сборной уступил Испании и стал бронзовым призёром турнира.
19 ноября 2024 года дебютировал за сборную Украины в матче против Албании (1:2).

## Достижения
Сборная Украины
- Бронзовый призёр чемпионата Европы среди молодёжных команд: 2023